# Qamar Aden Ali
Qamar Aden Ali (* im 20. Jahrhundert; † 3. Dezember 2009 in Mogadischu) war eine somalische Politikerin und von 2007 bis 2009 Gesundheitsministerin Somalias.
Ali starb bei einem Selbstmordanschlag in Mogadischu während einer Examensfeier einer medizinischen Hochschule in einem Hotel-Ballsaal zusammen mit Ibrahim Hassan Addow und Mohamed Abdullahi Waayel.